# George Long (fotbalist)
George Martin Long (n. 5 noiembrie 1993) este un fotbalist englez care evoluează ca portar pentru echipa Motherwell, sub formă de împrumut de la Sheffield United.

## Cariera de club
Născut în Sheffield, South Yorkshire, Long a debutat pentru echipa din oraș la începutul lui mai 2011, evoluând în cadrul ultimului joc al sezonului 2010–2011 împotriva lui Swansea City, pe stadionul Liberty. Astfel a devenit cel mai tânăr portat din istoria clubului care a jucat într-un meci de ligă, la vârsta de 17 ani și 183 de zile.

## Cariera internațională
A debutat pentru echipa națională sub 18 ani a Angliei în aprilie 2011 intrând în a doua repriză din postura de rezervă, în timpul unui meci împotriva Italiei, la Capri, terminat 1-1.

## Statistica carierei
| Club             | Sezon     | Ligă     | Ligă   | Cupa FA  | Cupa FA | Cupa Ligii | Cupa Ligii | Cupele europene | Cupele europene | Alte competiții | Alte competiții | Total    | Total  |
| Club             | Sezon     | Apariții | Goluri | Apariții | Goluri  | Apariții   | Goluri     | Apariții        | Goluri          | Apariții        | Goluri          | Apariții | Goluri |
| ---------------- | --------- | -------- | ------ | -------- | ------- | ---------- | ---------- | --------------- | --------------- | --------------- | --------------- | -------- | ------ |
| Sheffield United | 2011–2012 | 2        | 0      | 0        | 0       | 0          | 0          | —               | —               | 2               | 0               | 4        | 0      |
| Sheffield United | 2010–2011 | 1        | 0      | 0        | 0       | 0          | 0          | —               | —               | —               | —               | 1        | 0      |
| Total            | Total     | 3        | 0      | 0        | 0       | 0          | 0          | 0               | 0               | 2               | 0               | 5        | 0      |